# Liga I 2008-2009
La Liga I 2008-2009 è stata la 91ª edizione della massima serie del campionato di calcio rumeno, disputato tra il 26 luglio 2008 e il 10 giugno 2009 e concluso con la vittoria finale dell'Unirea Urziceni, al suo primo titolo.

## Squadre partecipanti
- Argeș Pitești
- Brașov (N)
- CFR Cluj (C)
- Dinamo Bucarest
- Farul Costanza
- Gaz Metan Mediaș
- Gloria Bistrița
- Gloria Buzău
- Pandurii

- Politehnica Iași
- Oțelul Galați
- Otopeni (N)
- Rapid Bucarest
- Steaua Bucarest
- Timișoara
- Vaslui
- Unirea Urziceni
- FCU Craiova

## Classifica finale
|  |     | Classifica 2008-09 | Pt | G  | V  | N  | P  | GF | GS | Diff |
|  | --- | ------------------ | -- | -- | -- | -- | -- | -- | -- | ---- |
|  | 1.  | Unirea Urziceni    | 70 | 34 | 21 | 7  | 6  | 51 | 20 | +31  |
|  | 2.  | Timișoara          | 67 | 34 | 20 | 7  | 7  | 58 | 38 | +20  |
|  | 3.  | Dinamo Bucarest    | 65 | 34 | 20 | 5  | 9  | 56 | 30 | +26  |
|  | 4.  | CFR Cluj           | 59 | 34 | 16 | 11 | 7  | 44 | 26 | +18  |
|  | 5.  | Vaslui             | 57 | 34 | 17 | 6  | 11 | 44 | 37 | +7   |
|  | 6.  | Steaua Bucarest    | 56 | 34 | 14 | 14 | 6  | 44 | 27 | +17  |
|  | 7.  | FCU Craiova        | 56 | 34 | 15 | 11 | 8  | 44 | 25 | +19  |
|  | 8.  | Rapid Bucarest     | 55 | 34 | 16 | 7  | 11 | 44 | 34 | +10  |
|  | 9.  | Brașov             | 55 | 34 | 14 | 13 | 7  | 35 | 25 | +10  |
|  | 10. | Argeș Pitești      | 44 | 34 | 12 | 8  | 14 | 41 | 47 | -6   |
|  | 11. | Pandurii           | 43 | 34 | 11 | 10 | 13 | 27 | 36 | -9   |
|  | 12. | Oțelul Galați      | 40 | 34 | 11 | 7  | 16 | 37 | 48 | -11  |
|  | 13. | Gloria Bistrița    | 38 | 34 | 11 | 5  | 18 | 32 | 44 | -12  |
|  | 14. | Politehnica Iași   | 37 | 34 | 10 | 7  | 17 | 32 | 47 | -15  |
|  | 15. | Gaz Metan Mediaș   | 36 | 34 | 10 | 6  | 18 | 36 | 51 | -15  |
|  | 16. | Farul Costanza     | 30 | 34 | 8  | 6  | 19 | 27 | 56 | -29  |
|  | 17. | Otopeni            | 22 | 34 | 5  | 7  | 22 | 32 | 54 | -22  |
|  | 18. | Gloria Buzău       | 17 | 34 | 4  | 5  | 25 | 23 | 62 | -39  |

## Marcatori
| Calciatore                | Gol | Squadra         |
| ------------------------- | --- | --------------- |
| Gheorghe Bucur            | 16  | Timișoara       |
| Juliano Spadacio          | 15  | Rapid Bucarest  |
| Florin Costea             | 15  | FCU Craiova     |
| Ionel Dănciulescu         | 12  | Dinamo Bucarest |
| Marius Constantin Niculae | 12  | Dinamo Bucarest |
| Pantelīs Kapetanos        | 11  | Steaua Bucarest |
| Bogdan Stancu             | 11  | Steaua Bucarest |
| Gabriel Paraschiv         | 9   | Oțelul Galați   |
| Mike Temwanjira           | 9   | Vaslui          |
| Yssouf Koné               | 9   | CFR Cluj        |
| Alexandru Curtean         | 8   | Timișoara       |
| Romea Surdu               | 8   | Brașov          |
| Andrei Cristea            | 8   | Dinamo Bucarest |

## Verdetti
- Unirea Urziceni vincitore della Liga I 2008-09.
- Unirea Urziceni ammessa alla Fase a gironi della UEFA Champions League 2009-10 .
- Timișoara ammessa al  3º turno (Piazzati) della UEFA Champions League 2009-10 .
- Dinamo Bucarest e  CFR Cluj ammesse al Turno di Playoff dell'Europa League 2009-10.
- Vaslui ammessa al 3º Turno preliminare dell'Europa League 2009-10.
- Steaua Bucarest ammessa al 2º Turno preliminare dell'Europa League 2009-10.
- Argeș Pitești,  Farul Costanza,  Otopeni,  Gloria Buzău retrocesse in Liga II.
- Int. Curtea de Argeș,  Unirea Alba Iulia,  Ceahlăul,  Astra Ploiești